# 1 483 (nombre)
« Mille quatre cent quatre-vingt trois » redirige ici.  Pour l'année, voir 1483.
1 483 (mille quatre cent quatre-vingt trois) est l'entier naturel, écrit dans le système décimal (base dix), qui suit 1 482 et qui précède 1 484. Il est le plus petit nombre premier qui puisse s'écrire comme la somme de trois autres nombres premiers élevés au cube : 
{\displaystyle 3^{3}+5^{3}+11^{3}=1483}
avec 3, 5 et 11 des nombres premiers.